# Arnebia decumbens
Arnebia decumbens är en strävbladig växtart som först beskrevs av Étienne Pierre Ventenat, och fick sitt nu gällande namn av Ernest Saint-Charles Cosson och Kral. Arnebia decumbens ingår i släktet Arnebia och familjen strävbladiga växter. Inga underarter finns listade i Catalogue of Life.